# Asan (Kembang Tanjong)
Asan is een bestuurslaag in het regentschap Pidie van de provincie Atjeh, Indonesië. Asan telt 420 inwoners (volkstelling 2010).